# Okres Myszków
Okres Myszków (polsky Powiat myszkowski) je okres v polském Slezském vojvodství. Rozlohu má 478,62 km² a v roce 2023 zde žilo 67 817 obyvatel. Sídlem správy okresu je město Myszków.

## Gminy
Městská:
- Myszków

Městsko-vesnické:
- Koziegłowy
- Żarki

Vesnické:
- Niegowa
- Poraj

## Města
- Myszków
- Koziegłowy
- Żarki